# Stacja Narciarska Laworta w Ustrzykach Dolnych

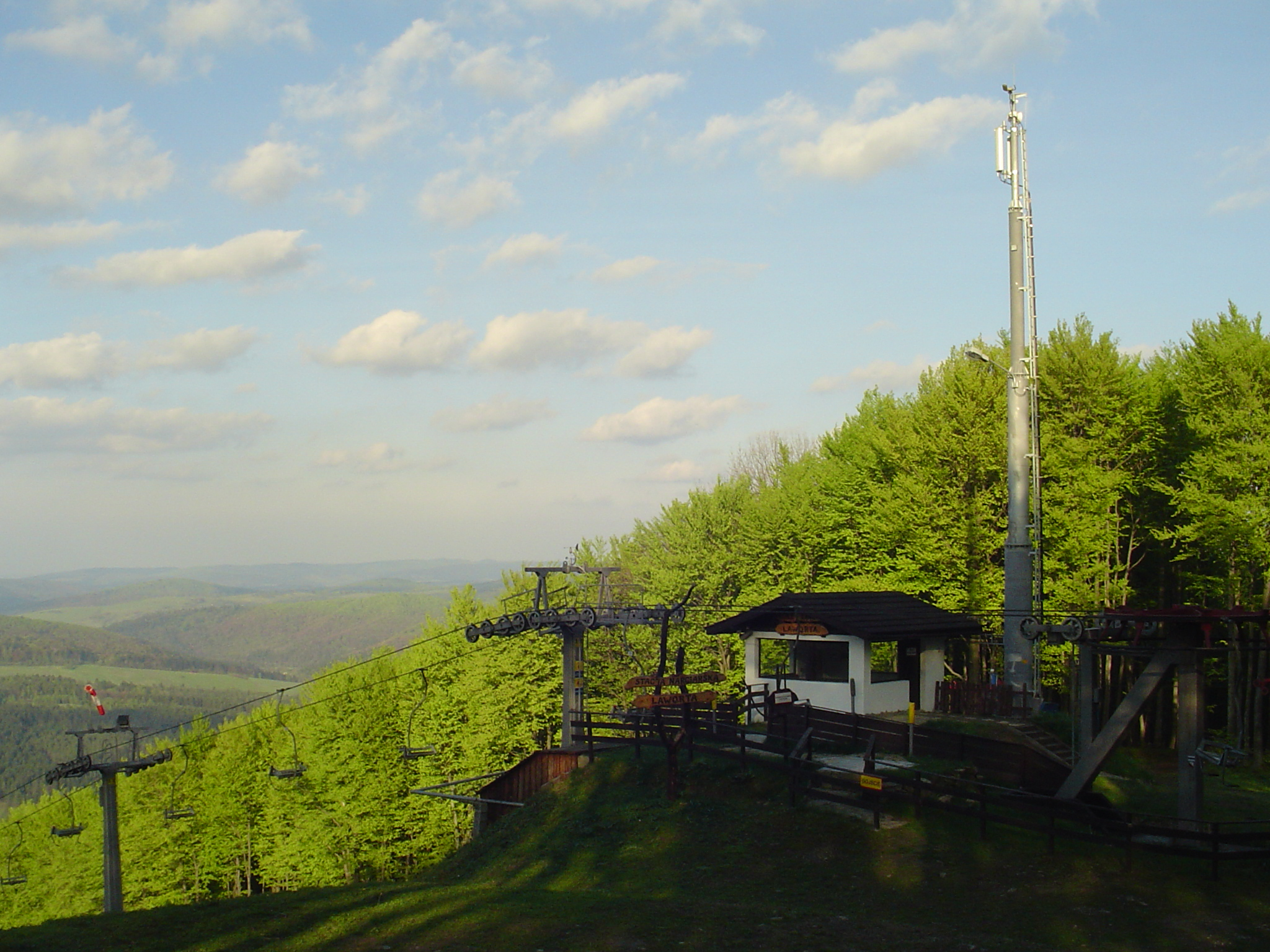
Górna stacja wyciągu krzesełkowego wiosną 2007 roku

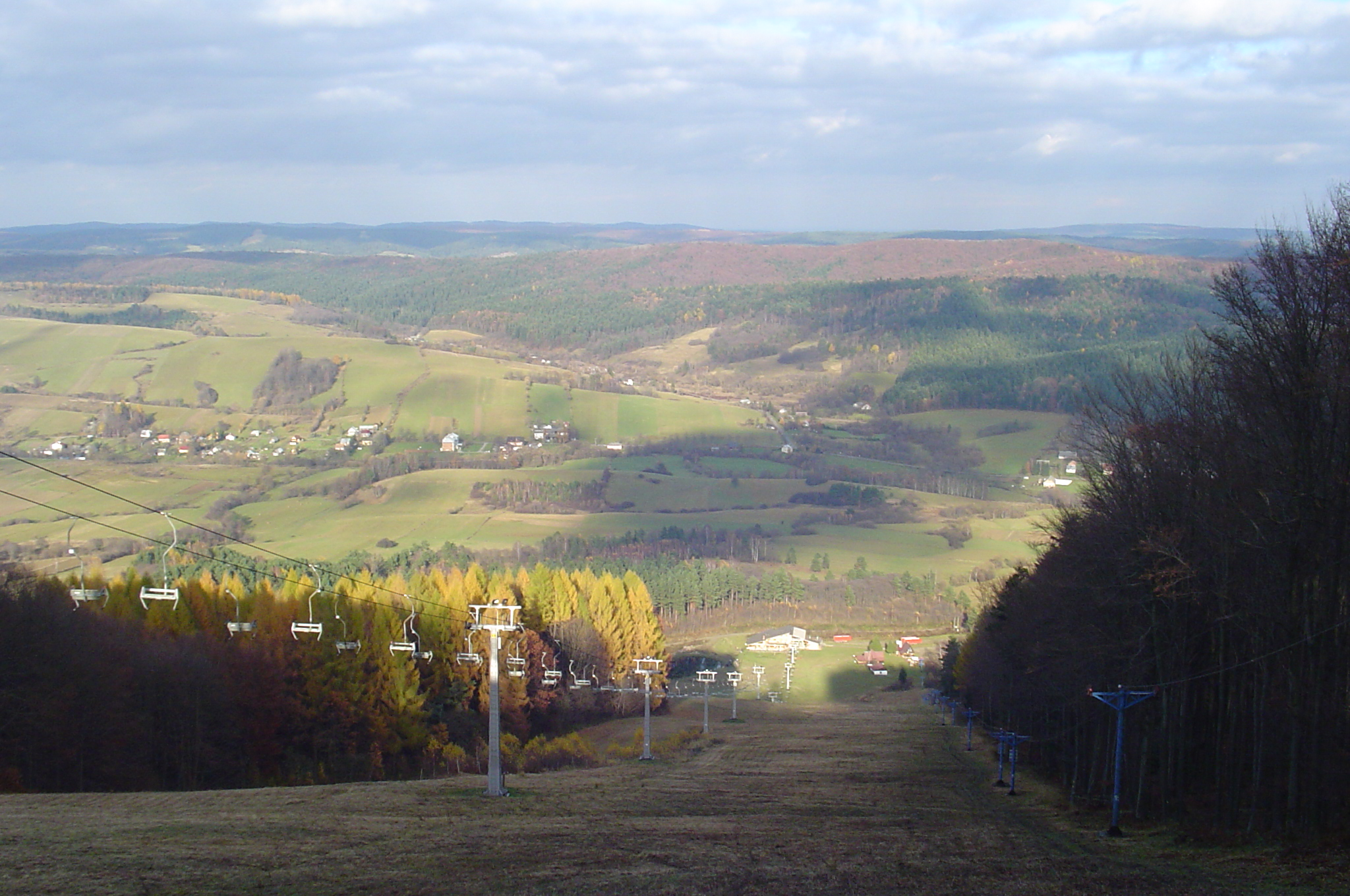
Główna trasa Laworty w 2007 roku

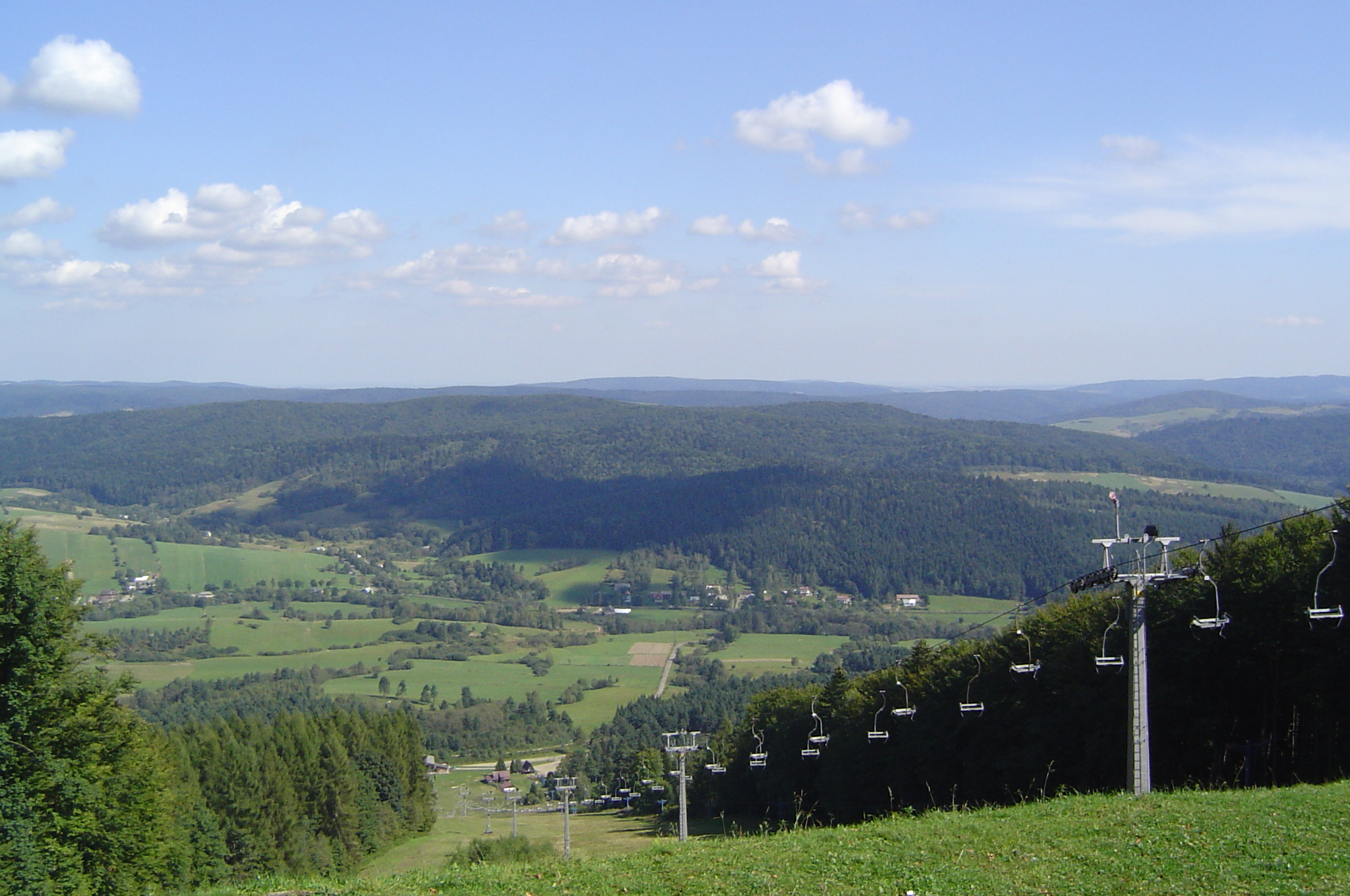
Główna trasa Laworty w 2008 roku

Stacja Narciarska „Laworta” w Ustrzykach Dolnych – ośrodek narciarski na północnym zboczu góry Kamienna Laworta (769 m n.p.m.). Znajduje się na północny zachód od Ustrzyk Dolnych (szczyt góry znajduje się mniej niż 2 km od centrum miasta).

## Wyciągi
Stacja Narciarska „Laworta” dysponuje 3 wyciągami:
- 2-osobowy wyciąg krzesełkowy o długości 1250 m, przewyższeniu 256 m i zdolności przewozowej 1200 osób na godzinę
- 2-osobowy wyciąg orczykowy o długości 1250 m i zdolności przewozowej 1100 osób na godzinę
- 2-osobowy wyciąg orczykowy dla początkujących o długości 300 m, zdolność przewozowa: 350 osób na godzinę.

## Zjazdowe trasy narciarskie
Stacja dysponuje prawie 3 kilometrami tras narciarskich:
| Nazwa trasy          | Trudność           | Start                                         | Start                 | Meta                               | Meta                  | Dłu- gość (m) | Prze- wyż- sze- nie (m) | Na- chy- le- nie (%) | Oś- wie- tle- nie | Sztucz- ne naśnie- żanie | Homologacja FIS       | Homologacja FIS | Homologacja FIS      |
| Nazwa trasy          | Trudność           | nazwa                                         | wyso- kość (m n.p.m.) | nazwa                              | wyso- kość (m n.p.m.) | Dłu- gość (m) | Prze- wyż- sze- nie (m) | Na- chy- le- nie (%) | Oś- wie- tle- nie | Sztucz- ne naśnie- żanie | numer                 | ważna do        | uwagi                |
| -------------------- | ------------------ | --------------------------------------------- | --------------------- | ---------------------------------- | --------------------- | ------------- | ----------------------- | -------------------- | ----------------- | ------------------------ | --------------------- | --------------- | -------------------- |
| Główna trasa Laworta | czerwona           | górna stacja wyciągu krzesełkowego            | 769                   | dolna stacja wyciągu krzesełkowego | 513                   | 1250          | 256                     | 20                   | tak               | tak                      | 7208/08/03 7209/08/03 | 2013-08-26      | SL i GS dla obu płci |
| Laworta              | czerwono-niebieska | górna stacja wyciągu krzesełkowego            | 769                   | dolna stacja wyciągu krzesełkowego | 513                   | 1300          | 256                     | 20                   | tak               | tak                      |                       |                 |                      |
| Mała Laworta         | zielona            | w pobliżu dolnej stacji wyciągu krzesełkowego |                       |                                    | ok. 520               | 350           | 30                      | 9                    | nie               | tak                      |                       |                 |                      |

Wszystkie trasy są naśnieżane i ratrakowane. Długości, nazwy i różnice wysokości poszczególnych wyciagów i tras są na różnych mapach różne.

## Pozostała infrastruktura
W ośrodku znajdują się:
- szkółka narciarsko-snowboardowa oraz wypożyczalnia i serwis Laworta
- 3 bezpłatne parkingi o łącznej liczbie miejsc ok. 450 samochodów
- bar mogący zmieścić ok. 200 osób.

## Operator
Operatorem ośrodka jest spółka Laworta Ski sp. z o.o. Prezesem jej zarządu jest Bronisław Mrugała. Udziałowcami spółki są rodziny Mrugałów, Dąbrowieckich, Jarosiewiczów i Olejarskich. Bronisław Mrugała jest również właścicielem firmy „Gromadzyń” Wyciąg Narciarski Bronisław Mrugała, operatora Stacji Narciarskiej „Gromadzyń”, odległej o 3 km (po południowej stronie Ustrzyk Dolnych) od ośrodka Laworta. W związku z tym następuje integracja obu ośrodków i coraz częstsze występowanie obu stacji pod jednym szyldem: „Stacja Narciarska Gromadzyń Laworta Ustrzyki Dolne”.
Stacja nie jest członkiem Stowarzyszenia Polskie stacje narciarskie i turystyczne.

## Historia
Ośrodek działa od 1995 roku. Obecny operator ośrodka został zarejestrowany w KRS w sierpniu 2003 roku. Przed 2011 rokiem nazywał się Przedsiębiorstwo Produkcyjno-Handlowo-Usługowe ABM spółka z o.o.

## Pobliskie ośrodki narciarskie
Poza wyżej wspomnianą Stacją Narciarską „Gromadzyń” w Ustrzykach Dolnych, w pobliżu znajduje się również „Wyciąg narciarski na stoku Małego Króla w Ustrzykach Dolnych” z dwoma wyciągami orczykowymi.